# Seppo Vesterinen
Seppo Vesterinen, född 1948 i Lahtis, död 2 april 2020 i Ekenäs, var en finländsk manager och musikproducent, mest känd som manager för Hanoi Rocks, HIM och The Rasmus.

## Karriär

### Festspelen & stadskulturen
Vesterinen började sin musikkarriär inom Helsingfors festspel på 70-talet och fick där han fick stifta bekantskap med Finlands musikaliska grädda, såväl inom den klassiska som popmusiken. Det var mycket långt Vesterinens förtjänst att festspelen kunde bjuda på stjärnor som Frank Zappa och Weather Report. Vesterinen lyckades också locka Andrej Wajdas Hamlet-ensemble att gästa festivalen. De årliga friluftskonserterna i Brunnsparken i Helsingfors startade 1974 ur Vesterinens initiativ.

### Hanoi Rocks
När glamrockbandet Hanoi Rocks började visa framfötterna 1981 tog han det under vingarna och följde med cirkusen genom världen. Mot slutet av det första Hanoi Rocks karriär 1984 började förhållandet mellan Vesterinen och sångaren Michael Monroe bli spänt, senare har Monroe kallat honom "damager" i stället för "manager". Förhållandet till gitarristen Andy McCoy är trots allt varmt fortfarande, även om Hanoi Rocks i dag har Jone Nikula som manager.

### Kulturproducenten
När Hanoi Rocks splittrades 1985 fortsatte Vesterinen inom teater- och festivalbranschen som producent. Bland annat tog han hand om de första tillställningarna då Kabelfabriken i Helsingfors blev kulturhus. Här producerade han bland annat en bejublad uppsättning av West Side Story. 1995 bad man honom återvända till Festspelen, som då leddes av Esa-Pekka Salonen, för att förnya konceptet. Under nittiotalet undevisade han också för linjen för kulturproducenter vid Teaterhögskolan i Finland. I slutet av 90-talet tog han en välförtjänt paus och sysslade under två års tid med det han gillar allra mest: att odla blommor.

### HIM & The Rasmus
Runt sekelskiftet fick han igen längtan tillbaks till rockvärlden och när HIM släppt sin genombrottssingel Join Me, tog han över managerrodret. När The Rasmus dåvarande manager Teja Kotilainen bytte skivbolag, tog han också över ansvaret för den gruppen. 
År 2005 blev Vesterinen tilldelad Helsingfors stads kulturpris. 